# Kambrejska liga
Kambrejska liga je bilo zavezništvo proti Beneški republiki, ki se je izoblikovalo leta 1508 na pobudo papeža Julija II. Sestavljali so ga Papeška država (papež Julij II.), Francija (Ludvik XII. Francoski), Sveto Rimsko cesarstvo (Maksimilijan I. Habsburški), Španija-Kraljevina Sicilija-Neapeljsko kraljestvo (Ferdinand II. Aragonski), Vojvodina Ferrara (Alfonz Este), Vojvodina Savoia (Karel III. Savojski) in Grofija Mantova (Franc II. Gonzaga). Udeleženci so se zbrali v mestu Cambrai na meji med Francijo in Belgijo, pod pretvezo mirovih pogajanj z Geldrijskim vojvodo. 

## Namen in cilji zavezništva
Sporazumska listina se začenja z uvodom, ki ga je sestavil cesar Maksimilijan in ki pravi med drugim:
"[Zbrani smo se], da ukinemo izgube, poškodbe, ropanja in nesrečo, ki so jih Benečani povzročili ne samo svetemu apostolskemu sedežu, temveč tudi svetemu rimskemu cesarstvu, Avstrijski dinastiji, milanskim vojvodom, neapeljskim kraljem in mnogim drugim plemičem z zasedbo in tiransko prilastitvijo njihovih imetij, njihovih ozemelj, njihovih mest in gradov, kakor bi hoteli povzročiti vsestransko zlo. (…) Zato se nam zdi ne samo koristno in častno, temveč prav potrebno, da pokličemo vseh k pravičnemu maščevanju, da kot požar ugasnemo nenasitno lakomnost Benečanov in njihovo slo po prevladi."
V nadaljevanju dogovora je predvidena sledeča povojna delitev beneških ozemelj:
- Papeška država: Ravenna, Cervia, Faenza, Rimini, ozemlja okoli Imole in Cesene
- Cesarstvo: Padova, Vicenza, Verona, Rovereto, Treviso, Furlanija in Istra
- Francija: Brescia, Bergamo, Crema, Cremona, Ghiera d'Adda
- Španija/Neapelj: Trani, Brindisi, Otranto, Gallipoli
- Ogrska (če bi se vključila v ligo): Dalmacija
- Savoia (če bi se vključila v ligo): Ciper

## Vojna Kambrejske lige
Vojna, ki je sledila, spada med tako imenovane italijanske vojne, ki so se odvijale v prvi polovici šestnajstega stoletja na Apeninskem polotoku. Kambrejska liga se je borila z Beneško republiko od leta 1508 do leta 1511. V začetku so napadalci nameravali zasesti celotno beneško ozemlje, a so se ustavili na obrobju lagune. Papež Julij II. je namreč razumel, da je Francija nevarnejša od Benetk, zato je izstopil iz lige in se povezal z Benečani. Naslednjega leta sta se tudi cesarstvo in Španija premislila in prestopila na nasprotno stran. Ustanovljena le bila sveta liga proti Franciji.
Zgodovinarji delijo vojno Kambrejske lige na štiri faze:
- 1508-1509 Ustanovitev Kambrejske lige
- 1510 Zavezništvo med Beneško republiko in Papeško državo
- 1511-1512 Sveta liga proti Franciji
- 1513-1516 Zavezništvo med Beneško republiko in Francijo. [2]

Skozi vsa ta obdobja so se spopadi vrstili po vsej severni Italiji in mesta so prehajala izpod ene oblasti pod drugo. Izgube človeških življenj so bile ogromne, ozemlje opustošeno, mesta razdejana. 
Vredno je omeniti nekatere dogodke, ki so iz poznejših zornih kotov bili pomembni za bodoča dogajanja. V teku te vojne se je na primer prvič zgodilo (1510), da je ena od tedanjih Evropskih velesil, Francija, sklicala škofovsko sinodo za proglasitev papeževe nepristojnosti pri vojskovanju za posvetne koristi. Prav tako zanimivo je, da je bilo dovolj devet kardinalov za sklicanje pisanskega koncila 1511. Kot dokaz zmede in groze tistega obdobja se navaja tudi anekdota o Ferrarskem vojvodi, ki naj bi v bitki pri Ravenni (1512) ukazal streljati "na obe strani", se pravi proti sovražnim Špancem in zavezniškim Francozom, "ker so itak oboji tujci torej nasprotniki Italijanov".